# Prokošské jezero
Prokošské jezero (bosensky Prokoško jezero, v srbské cyrilici Прокошко језеро) je ledovcové jezero v Bosně a Hercegovině, v pohoří Vranica. Nachází se 22 km od města Fojnica. Jezero je 426 m dlouhé, 191 m široké v nejdelším bodě, průměrně široké 113 m. Jeho břeh je dlouhý 1060 m.
V 20. století se jezero stalo atraktivní lokalitou pro stavbu chat, a tak bylo komplexně pozměněno jak okolí, tak i ekosystém jezera. Jezero se nachází v nadmořský výšce 1636 m n. m. V současné době je jezero chráněno jako přírodní památka.